# Осада Курска (1612)
Осада Курска 1612 года — событие Смутного времени и русско-польской войны 1609—1618 годов. Четырёхнедельная зимняя осада Курска польско-казацкими силами не увенчалась успехом и была снята.

## Предыстория
Юг России отказывался признавать провозглашённого Семибоярщиной в 1610 году царя Владислава Жигимонтовича. Для приведения южнорусских городов к присяге польскому королевичу отряды Речи Посполитой и запорожские казаки в 1610—1611 годах совершили опустошительные походы в Северскую землю, а затем объектом их деятельности стал Курский край. В начале 1612 года польско-казацкие силы, выступившие из Лубен, предприняли попытку захватить Курск. Основным источником для описания осады служит «Повесть о граде Курске и иконе Знамения Божьей Матери» середины XVII века, в которой, однако, содержатся много неточностей относительно численности и предводителей польско-казацкого войска.

## Ход осады
Появление неприятельского войска оказалось для жителей уезда полной неожиданностью. Большинство из них не успело запереться в стенах Курской крепости. В итоге им пришлось искать спасения в других местах: «и человецы вси кииждо побеже во иныя окрестныя грады, комуждо ко граду скорейше дойти могуще».
Подступив к стенам города, польско-казацкое войско сразу ринулось на штурм. Ему удалось поджечь деревянные стены крепости сразу в нескольких местах. Гарнизон не имел достаточно сил, чтобы обеспечить оборону всего периметра укреплений «большого острога». Поэтому воевода Юрий Игнатьевич Татищев принял решение отвести своих людей в пределы цитадели — малого острога, невзирая на его ветхость. В стенах его зияли проломы, которые пришлось наспех заделывать, разбирая на брёвна ближайшие постройки. Прикрывая отход в малый острог, воевода организовал контратаку против наступающего противника. Но враг, ворвавшись в пылающий город, быстро смёл немногочисленные заслоны его защитников и затем устроил настоящую резню. Однако попытка с ходу взять малый острог была отражена с потерями для штурмующих.
Польско-казацкие силы обложили малый острог плотным кольцом и прислали к осаждённым парламентёра с предложением сдаться. Парламентёр обещал повторный штурм и скорое взятие острога и предупреждал, что пощады в случае отказа от немедленной сдачи никому не будет. Воевода и горожане ответили, что готовы за имя Христово умереть, но город сдавать не собираются.
Спустя непродолжительное время была предпринята новая попытка приступа. Удар был нанесён по Пятницким воротам. Видя подготовку к штурму и зная непрочность ворот, осаждённые заранее засыпали их наполовину землёй. Сохраняя по приказу воеводы тишину и полное молчание, они ожидали неприятеля и условного выстрела с Пятницкой башни — сигнала открыть огонь. Когда штурмующие приблизились с тараном, их встретил мощный залп. Врагу был нанесён серьёзный урон. Штурм был остановлен. После этого противник долго не предпринимал активных действий, продолжив обстрел крепости.
Воевода Татищев тем временем приказал сжечь прохудившуюся часть крепости вместе с Меловой башней, которую было бы тяжело оборонять при правильной осаде. Этот поступок заставил неприятеля думать, что куряне пытаются под прикрытием дыма и огня вырваться из крепости, поэтому сразу же польско-казацкие силы окружили город. Не найдя бегущих, они попытались воспользоваться пожаром для штурма, однако в итоге сами понесли крупные потери.
После этой неудачи осаждавшие перешли к правильной блокаде, лишив защитников крепости доступа к воде. Однако обильные снегопады частично сгладили эту проблему. Тем не менее, осада продолжалась уже третью неделю и осаждённые начали испытывать острую нехватку в запасах, в том числе пороха. Наконец, на общем сходе было принято решение оставить крепость, пробиться через кольцо осады и укрыться в лесах за Тускарью. Однако, план выдала полякам некая попадья, из-за чего поляки на месте предполагаемого прорыва позиционировали конницу, «уготованную на посечение всякого без милосердия». Одновременно планировалось начать общий штурм острога, покидаемого защитниками. В этом месте «Повесть о граде Курске и иконе Знамения Божьей Матери» рассказывает, что защитники воодушевились слухами о заступничестве Богородицы за город, которые вместе с некими «страшными явлениями» вызвали смятение и в стане неприятеля. Вероятно, им также стало известно о планах осаждающих на ночь прорыва. В результате попытка прорыва не состоялась, вместо этого продолжились обстрелы и приступы. Один перебежчик указал полякам на то, что защитники, отбивая ночные штурмы, не ожидают оных днём, а также указал выгодное место для нового штурма. Но и это не помогло во взятии города, несмотря на то что гарнизон был крайне изнемождён.
В итоге четырёхнедельной осады, потрёпанное польско-казацкое войско приняло решение об отступлении и бесславно отступило от ветхой крепости, оказавшейся неприступной.

## Последствия
Согласно обету, данному курянами во время осады, в городе была выстроена церковь, которая впоследствии положила начало Знаменскому Богородицкому монастырю.
Потерпев неудачу под Курском, польско-казацкие силы в конце 1612 года добились успеха в Белгороде, а затем в Путивле. Войсками, взявшими Белгород и Путивль, командовал лубенский урядник князь Семён Лыко. В итоге военные действия 1612 года оказались частично удачны для польской стороны. Однако стойкая защита Курска и Рыльска помогли сохранить Посемье за силами взявшего Москву Второго земского ополчения и за Россией.
На заключительном этапе Смоленской войны Курск в 1634 году выдержал ещё одну польскую осаду.